# 鳥居清信 (2代目)
二代目 鳥居清信（にだいめ とりい きよのぶ、元禄15年〈1702年〉？ - 宝暦2年6月1日〈1752年7月11日〉）は、江戸時代中期の浮世絵師。

## 来歴
初代鳥居清信の三男。ただしその甥かともいう。また二代目鳥居清倍と同一人物とする説もある。通称は庄兵衛。父の初代清信が没した享保14年（1729年）に二代目清信を襲名するが、あるいは初代が引退した享保12年（1727年）から清信を名乗ったともいわれる。主に漆絵、紅摺絵および肉筆浮世絵を描いた。従来、清信の紅摺絵は初代のものとされていたが、時代的にも上演内容とも合致しないので、それらは全二代目清信の作とされるようになった。作風は初代清信の竹で割ったような豪快さは無くなり、全体に柔らか味のあるものとなる。没年は宝暦10年（1760年）以降ではないかともいわれる。享年51か。法名は智了院法厳信士。

## 作品
- 「坂東彦三郎と沢村宗十郎」 細判 紅絵 城西大学水田美術館所蔵
- 「二代目市川団十郎の渡辺綱」 細判 漆絵 城西大学水田美術館所蔵
- 「四代目市村竹之丞のわん久と瀬川菊之丞のまつしま」 細判 漆絵 城西大学水田美術館所蔵

| 作品名       | 技法     | 形状・員数 | 寸法（縦x横cm） | 所有者     | 年代                  | 落款・印章                                  | 備考 |
| ------------ | -------- | ---------- | --------------- | ---------- | --------------------- | ------------------------------------------- | --- |
| 馬上才図     | 絹本着色 | 1面        | 52.0x81.4c      | 高麗美術館 | 1748年（延享5年）ごろ |                                             | 「朝鮮通信使に関する記録」内の1件として世界の記憶に登録。延享5年（1748年）に来日した朝鮮通信使の馬上才が披露した朝鮮曲馬を描いたもの。                                                                         |
| 矢の根五郎図 | 板地着色 | 絵馬1面    | 191x124         | 奈良西大寺 | 1764年（宝暦4年）     | 款記「画工鳥居清信圖」/「清信」朱文廓内円印 | 同年、本所回向院で西大寺の愛染明王像出開帳があった。中村座と二代目市川海老蔵はこのイベントを取り入れ、春の舞台で矢の根五郎が西大寺愛染明王の化身と演出し大当たりを取ったため、これに感謝した中村座一同が奉納。 |